# Marc Schefer
Marc Schefer (* 14. März 1981 in Flawil) ist ein ehemaliger Schweizer Eishockeyspieler, der zuletzt beim SC Langenthal in der Schweizer National League B gespielt hat.

## Karriere
Marc Schefer begann seine Karriere als Jugendlicher beim EHC Uzwil, ehe er in der Saison 1998/99 sein erstes Spiel als Profi für die Rapperswil-Jona Lakers in der National League A bestritt. Bald etablierte sich Schefer als Stammspieler bei den Lakers und fiel hauptsächlich durch sein defensives Spiel auf, während er in der Offensive für wenig Akzente sorgte. Seine Mannschaft spielte in den folgenden Jahren hauptsächlich gegen den Abstieg, musste sogar zwei Mal in die Play-outs, konnte aber jedes Mal den Klassenerhalt sichern. 2005/06 konnten die Lakers einen ersten Erfolg erreichen, als sie in der regulären Saison den vierten Platz belegten und in den Playoffs bis ins Halbfinale einzogen. Auch in den nächsten zwei Spielzeiten qualifizierte sich Schefer mit Rapperswil-Jona für die Endrunde, jedoch kamen sie nicht über die ersten Playoff-Serie hinaus.
Die Saison 2009/10 verbrachte Schefer beim EV Zug in der NLA. Ab der Saison 2010/11 spielte er für den SC Langenthal in der National League B. 2015 beendete er seine Karriere im Leistungssport. In der Folge spielte er zwei Saisons nicht und dann nochmals zwei Saisons (2017/18 und 2018/19) beim EHC Wetzikon II.

### International
Für die Schweiz nahm Schefer an der U18-Junioren-Weltmeisterschaft 1999 teil, wo ihnen noch vor Tschechien und Russland der vierte Platz gelang.

## Erfolge und Auszeichnungen
- 2012 NLB-Meister mit dem SC Langenthal